# Крипл Крик (Колорадо)
Крипл Крик (енгл. Cripple Creek) град је у америчкој савезној држави Колорадо.

## Демографија
По попису из 2010. године број становника је 1.189, што је 74 (6,6%) становника више него 2000. године.
| Група             | 2000.       | 2010.         |
| Белци             | 992 (89,0%) | 1.010 (84,9%) |
| Афроамериканци    | 10 (0,9%)   | 4 (0,3%)      |
| Азијати           | 9 (0,8%)    | 6 (0,5%)      |
| Хиспаноамериканци | 67 (6,0%)   | 130 (10,9%)   |
| Укупно            | 1.115       | 1.189         |